# Cancricepon pilula
Cancricepon pilula là một loài chân đều trong họ Bopyridae. Loài này được Giard & Bonnier miêu tả khoa học năm 1887.